# Йохан Казимир (Пфалц-Цвайбрюкен-Клеебург)
Вижте пояснителната страница за други личности с името Йохан Казимир.
Йохан Казимир фон Пфалц-Цвайбрюкен-Клеебург (на немски: Johann Kasimir (Johann Casimir) von Pfalz-Zweibrücken-Kleeburg; * 20 април 1589, Цвайбрюкен; † 18 юни 1652, дворец Стегеборг, Йостергьотланд, Швеция) от по-младата линия Цвайбрюкен на род Вителсбахи, е пфалцграф и херцог на Цвайбрюкен-Клеебург (1611 – 1652). Той е баща на Карл Х Густав от 1654 г. крал на Швеция.

## Живот
Той е третият син на херцог и пфалцграф Йохан I фон Цвайбрюкен (1550 – 1604) и съпругата му Магдалена (1553 – 1633), дъщеря на херцог Вилхелм фон Юлих-Клеве-Берг.
След смъртта на баща му през 1604 г. по-големият му брат Йохан разделя страната с братята си. Йохан задържа Цвайбрюкен, по-малкият Фридрих Казимир получава дворец и град Ландсберг, най-малкият брат Йохан Казимир получава замъците Нойкастел и Клеебург в Долен Елзас.
През 1613 г. Протестантската лига изпраща Йохан Казимир в Стокхолм при крал Густав II Адолф, за да го спечели за съюз с немските протестанти. Той се жени на 21 юни 1615 г. в Стокхолм за Катарина Васа от Швеция (* 10 ноември 1584; † 13 декември 1638), дъщеря на шведския крал Карл IX и първата му съпруга Анна Мария фон Пфалц и полусестра на Густав II Адолф.
През Тридесетгодишната война той се установява през 1622 г. в Швеция. Става главнокомандващ на краля и през 1631 г. фактически шеф на шведското финансово управление.
Умира на 63-годишна възраст. Погребан е в Стренгнес, Швеция.
- пфалцграф Йохан Казимир, 
ок.1645
- Катарина Васа от Швеция

## Деца
Йохан Казимир и Катарина Васа имат осем деца:
- Христина Магдалена (1616 – 1662), омъжена 1642 г. за маркграф Фридрих VI фон Баден-Дурлах (1617 – 1677)
- Карл Фридрих (1618 – 1619)
- Елизабет Амалия (1619 – 1628)
- Карл Густав (1622 – 1660), 1652 – 1660 пфалцграф на Цвайбрюкен-Клеебург, 1654 – 1660 като Карл X Густав крал на Швеция; женен 1654 г. в Стокхолм за херцогиня Хедвиг Елеонора Холщайн-Готорп (1636 – 1715)
- Мария Ефросина (1625 – 1687), омъжена 1647 в Стокхолм за Магнус Габриел Де ла Гардие († 1686)
- Елеонора Катарина (1626 – 1692); омъжена 1646 г. в Стокхолм за ландграф Фридрих фон Хесен-Ешвеге (1617 – 1655)
- Адолф Йохан I (1629 – 1689), пфалцграф на Цвайбрюкен-Клеебург (1654 – 1689); женен 1649 г. в Стокхолм за графиня Елза Беата Брахе цу Визингсборг (1629 – 1653), втори път 1661 г. за Елза Елизабет Брахе цу Визингсборг (1632 – 1689)
- Йохан Густав (* ок. 1630)